# Радуч (Ловинац)
Радуч је насељено мјесто у Лици. Припада општини Ловинац, у Личко-сењској жупанији, Република Хрватска.

## Географија
Смјештен је на сјеверној страни јужног Велебита. Радуч је удаљен од Ловинца 11 км, а од Грачаца и Госпића око 25 км.

## Историја
Теслин сестрић, политичар Сава Косановић је 1934. године тврдио да се око Радуча у римско време налазило племе Теслеум. Занимљиво је да породица Тесла, из које потиче велики научник, потиче баш из Радуча, где им је било старо средиште. Православни свештеник Милутин Тесла (1819–1879), отац Николин, родом је из Радуча.
Радуч је као и многа друга личка места освојен од стране Турака крајем 1527. године.
У манастиру Рмању је 1786. године пострижен за калуђера, Неофит Хајдуковић (1766–1840) родом из Радуча. Рукоположен је 1797. године у Пакрацу за јеромонаха, а истакао се као четовођа 1809. године. Франц Ваничек је у марту 1862. писао о српском православном свештенику (јеромонаху) Неофиту Ајдуковићу, који је за време борби против Француза 1809. организовао отпор провали Османлија из Босне у Лику. Назвао га је личким Андреасом Хофером (рођен у Ст. Леонарду), имајући на уму његовог савременика и вођу оружаног устанка против Француза у Тиролу.
У месту је 1847. године пописано 1517 православних Срба. Две деценије касније 1867. године број им се значајно смањио на 1332 душе.
У месној комуналној основној школи од 1885. године ради привремени учитељ Димитрије Вукојевић. Његова плата је износила 350 ф. уз бесплатан стан и огрев.
За Фонд "Св. Саве" приложили су 1896. године из Радуча: православна Црквена општина, поп Исо Калинић парох (1893–1899) и капетаница Марија Вулетић. Поп Исак је био хуман човек који се више пута таквим показао, помажући када је требало. До своје смрти 1899. године био је члан Матице српске у Новом Саду. Године 1902. Радучка парохија I платежног разреда у Личком протопрезвирату је била упражњена. Померена је порохија из другог у први разред 1898. године.
Радуч се од распада Југославије до августа 1995. године налазио у Републици Српској Крајини. До територијалне реорганизације у Хрватској насеље се налазило у саставу бивше велике општине Госпић.

## Култура
У Радучу је сједиште истоимене парохије Српске православне цркве. Парохија Радуч припада Архијерејском намјесништву личком у саставу Епархије Горњокарловачке, а чине је Радуч, Липаћ, Вашица, Дреновац, Крушковац. У Радучу постоји храм Српске православне цркве Св. пророка Илије саграђен 1725. године. Црква је рушена неколико пута. Почетком Другог свјетског рата Италијани су је оштетили минобацачком гранатом. Послије рата, 1949. године, су је минирали комунисти. 1974. године почела је прва обнова, да би 1988. године био коначно обновљен. Послије операције Олуја, скинут је кров и црква је дуже вријеме пропадала, касније су и звона украдена. Тренутно се ради на обнови храма.
Слава села је Свети Илија, а слави се 2. августа.

## Становништво
Према попису из 1991. године, насеље Радуч је имало 336 становника, међу којима је било 300 Срба и 36 осталих. Према попису становништва из 2001. године, Радуч је имао свега 11 становника. Према попису из 2011. године, Радуч је имао 12 становника.
| Националност       | 1991. | 1981. | 1971. | 1961. |
| Срби               | 300   | 373   | 512   | 713   |
| Југословени        |       | 29    | 2     |       |
| Хрвати             |       | 2     | 4     | 11    |
| остали и непознато | 36    | 3     | 5     |       |
| Укупно             | 336   | 407   | 523   | 724   |

| Демографија | Демографија | Демографија |
| Година      | Становника  | Становника  |
| ----------- | ----------- | ----------- |
| 1961.       | 724         |             |
| 1971.       | 523         |             |
| 1981.       | 407         |             |
| 1991.       | 336         |             |
| 2001.       | 11          |             |
| 2011.       |             | 12          |

## Попис 1991.
На попису становништва 1991. године, насељено место Радуч је имало 336 становника, следећег националног састава:
| Попис 1991.‍ | Попис 1991.‍ | Попис 1991.‍ | Попис 1991.‍ | Попис 1991.‍ |
| ----------- | ----------- | ----------- | ----------- | ----------- |
|             |             |             |             |             |
| Срби        | Срби        |             | 300         | 89,28%      |
| непознато   | непознато   |             | 36          | 10,71%      |
| укупно: 336 |             |             |             |             |

## Презимена
Презимена у Радучу су:
| - Ајдуковић - Бјелобаба - Вучковић - Гајић - Глумац - Грубишић - Дејановић - Добрић - Драгичевић - Драшковић - Ђаковић - Жегарац | - Зевуљ - Јелача - Калинић - Коњевић - Кораћ - Купрешанин - Личина - Љевнаић - Милекић - Мишчевић - Мркаило | - Оклобџија - Пањак - Пањковић - Пејновић - Покрајац - Рутаљ - Тесла - Ћелић - Црнобрња - Чубрило - Шобат |

## Познате личности
- Милутин Тесла, свештеник Српске православне цркве, отац српског научника Николе Тесле
- Родом из Радуча је бака по мајци Бориса Тадића, бившег предсједника Србије.